# Mike Sadlo
Mike Sadlo (* 19. September 1971 in Schleiz) ist ein ehemaliger deutscher Fußballspieler und heutiger -trainer. Er war zuletzt Cheftrainer der SG Sonnenhof Großaspach.

## Spielerkarriere
In der Winterpause der Saison 1995/96 stieg er aus dem Reserveteam in die erste Mannschaft von Carl Zeiss Jena auf, die zu dieser Zeit in der 2. Bundesliga spielte. Sein Profidebüt gab der Stürmer am 8. Juni 1996 beim 3:1-Sieg des FCC gegen den VfB Leipzig. Von Trainer Eberhard Vogel wurde Sadlo in der 82. Minute für Jens-Uwe Penzel eingewechselt. Nachdem er kein weiteres Mal eingesetzt worden war, wechselte er zur Saison 1996/97 in die Regionalliga Nordost zum FC Erzgebirge Aue. Mit dem zweiten Platz hinter Energie Cottbus verpassten die Auer in der Saison 1996/97 die Möglichkeit, an der Aufstiegsrelegation für die 2. Bundesliga teilzunehmen.
Nach drei Spielzeiten im Trikot von FC Erzgebirge Aue wechselte er den Verein und schloss sich dem Regionalligaaufsteiger VfL Halle 1896 an. In der Saison 1999/2000 konnte er sich mit seinem neuen Verein nicht für die neustrukturierte Regionalliga qualifizieren. Dadurch mussten sie in der Saison 2000/01 in der Oberliga Nordost antreten. Nach dem freiwilligen Abstieg in die Verbandsliga aufgrund von finanziellen Schwierigkeiten verließ er den VfL Halle und schloss sich in der Saison 2001/02 dem Ligakonkurrenten VfB Leipzig an. Bis zur Vereinsauflösung nach der Saison 2003/04 blieb er dem VfB Leipzig treu. Danach ließ er seine Karriere beim 1. FC Gera 03 und bei Normania Treffurt ausklingen.

## Trainerkarriere
In der Saison 2003/04 agierte er am 33. Spieltag beim Spiel gegen den VfB Auerbach als Spielertrainer des VfB Leipzig. Das Spiel konnte der VfB Leipzig mit 4:2 gewinnen und er erzielte dabei drei Tore. Nach seiner aktiven Karriere entschied er sich dazu Trainer zu werden. Unter Joachim Steffens war er in der Saison 2010/11 Co-Trainer beim 1. FC Lok Leipzig in der Oberliga Nordost und übernahm in der Winterpause den Cheftrainerposten. Nach der 0:1-Niederlage gegen den VfB Fortuna Chemnitz am 15. Spieltag wurde er als Trainer entlassen.
Zur Saison 2013/14 wurde er Trainer des Oberligisten SG Union Sandersdorf. Das Amt übte Sadlo, der auch über die Fußballlehrerlizenz verfügt, bis 2018 aus.
Am 3. Januar 2020 wurde Sadlo als Cheftrainer des auf dem 18. Tabellenplatz stehenden Drittligisten SG Sonnenhof Großaspach vorgestellt. Er unterschrieb einen bis zum Saisonende gültigen Vertrag. Sadlo, der im Besitz der Fußballlehrer-Lizenz ist und daher offiziell als Cheftrainer auftrat, bildete dabei ein Trainerteam mit Heiner Backhaus. Bereits nach drei Rückrundenspielen, in denen nur ein Punktgewinn beim 1. FC Kaiserslautern gelang und zu Hause gegen die Würzburger Kickers mit 0:6 verloren wurde, eine Partie, die nach Vereinsdarstellung „das Verhältnis zwischen Mannschaft und Trainer nachhaltig gestört“ hat, wurden Sadlo und Backhaus am 12. Februar 2020 wieder freigestellt. Retrospektiv äußerte Sadlo „seitens der Verantwortlichen keine Wertschätzung gefühlt [zu] habe[n]“ und „immer den Eindruck hatte, nur wegen der Lizenz da zu sein“. So sollte Backhaus der eigentliche Cheftrainer sein, Sadlo wurde wegen seiner Fußball-Lehrer-Lizenz gebraucht.
Seit August 2020 trainiert Mike Sadlo die U17 des Halleschen FC, die in der anstehenden Saison 2020/21 erneut in der B-Junioren-Bundesliga Nord/Nordost antritt.